# Jagdgruppe 88
Die Jagdgruppe 88 (J/88) war ein deutscher Jagdflugzeugverband. Neben der Kampfgruppe 88 (K/88) war sie der größte fliegende Verband der Legion Condor, die auf Seiten Francos am Spanischen Bürgerkrieg teilnahm und trotz ihrer vergleichsweise bescheidenen Größe einen erheblichen Beitrag zum Sieg über die Spanische Republik beitrug. Die nominale Staffelstärke lag bei jeweils zwölf Jägern.
Die J/88 war mit einmotorigen Jagdeinsitzern ausgerüstet, die sowohl in der Luft-Luft-Rolle im Luftüberwachungseinsatz oder zum Begleitschutz von Transportflugzeugen oder Bombern eingesetzt wurden als auch in der Luft-Boden-Rolle zur Luftnahunterstützung eigener Bodentruppen. Beim Luftangriff auf Gernika flogen Heinkel He 51-Jagdbomber der J/88 allerdings auch Angriffe auf Zivilisten.
Die Piloten entwickelten neue Einsatztaktiken für den Bodeneinsatz, wie den „Ketten“-Angriff mehrerer Flugzeuge in unmittelbarer Folge. Bekannt wurde insbesondere die Ablösung der klassischen engfliegenden (Dreier-)Kette aus der Zeit des Ersten Weltkrieges durch die lockere (Zweier-)Rotte oder den aus zwei Rotten gebildeten Vier-Finger-Schwarm. Letzterer stand im Zusammenhang mit der Ablösung der zunächst eingesetzten He 51 Doppeldecker in der Jagdrolle durch den eine neue Generation darstellenden Eindecker Messerschmitt Bf 109. Anstoß für diese Entwicklung war nicht zuletzt die anfangs geringe Anzahl einsatzklarer Luftfahrzeuge.
Einige Piloten der J/88 gehörten später im Zweiten Weltkrieg zu den bekanntesten Angehörigen der Luftwaffe, während des Spanischen Bürgerkrieges selbst wusste die Weltöffentlichkeit allerdings noch nichts über ihre dortige Rolle.
Ein weiterer Jagdverband der Legion Condor war die kurzlebige Versuchsjagdgruppe 88 (VJ/88), die formal nicht zur J/88 gehörte. Das fliegende Personal rekrutierte sich jedoch aus den Reihen letzter und die Erprobung neuer Flugzeuge erfolgte gemeinsam mit den regulären Elementen der J/88, weshalb sie hier mit berücksichtigt wird.

## Geschichte

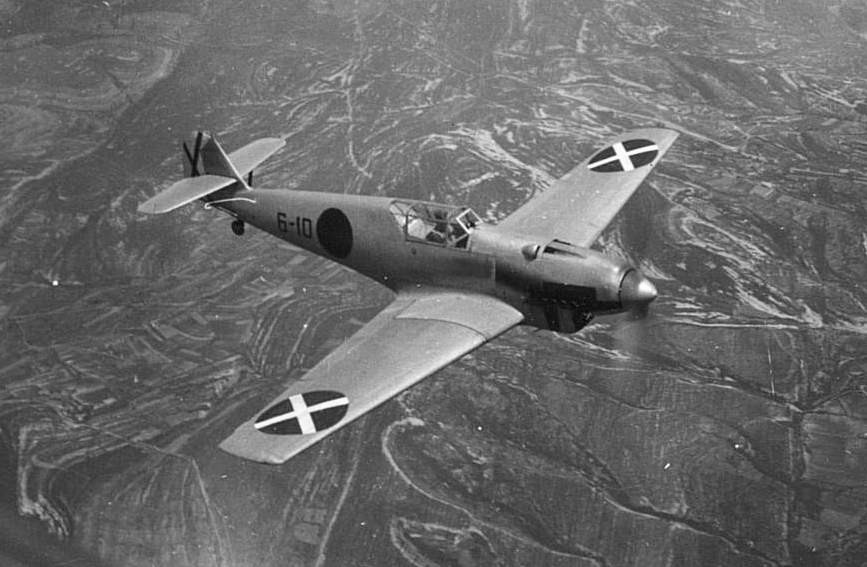
Bf 109 der J/88

Im Unterschied zur K/88 operierten die fliegenden Staffeln der J/88 insbesondere in den ersten eineinhalb Jahren über einen großen Teil des Krieges unabhängig voneinander und waren auf verschiedenen Militärflugplätzen stationiert.

### 1. Staffel
Nach ihrer Aufstellung in Virgen del Camino wechselte die 1. Staffel (1.J/88) in regelmäßigen Abständen ihren Stationierungsort. Sie lag mit ihren anfangs in der Jagdrolle eingesetzten He-51-Doppeldeckern zunächst im Norden in Flughafen Burgos und Flughafen Vitoria, kehrte dann zum Jahresende an die Madridfront zurück nach Escalona del Prado zurück, um mit dem Beginn der Offensive im Norden erneut nach Vitoria zu verlegen.
Die Luftstreitkräfte der Republik setzten im Frühjahr vermehrt die der He 51 überlegene Polikarpow I-16 ein, so dass die Staffel vermehrt Angriffe gegen Bodenziele wie Fahrzeuge oder Truppenansammlungen flog. In dieser Rolle kam die 1.J/88 auch beim Luftangriff auf Gernika zum Einsatz.
Im Juni 1937 testete die 1. Staffel die Heinkel He 112, bevor sie nach dem Angriff der republikanischen Streitkräfte bei Brunete kurzfristig nach Escalona zurückverlegte. Nach dem Ende der Schlacht verlegt die gesamte J/88 im Norden in der Gegend von Alar del Rey im Norden. Die 1.J/88 unterstützte im August den Angriff auf Santander, ab Mitte August lag sie in Orzales. Anfang September verlegte die gesamte Gruppe an die Küste, die 1.J/88 auf den südöstlich der Bucht von Santander gelegenen Feldflugplatz Pontejos.

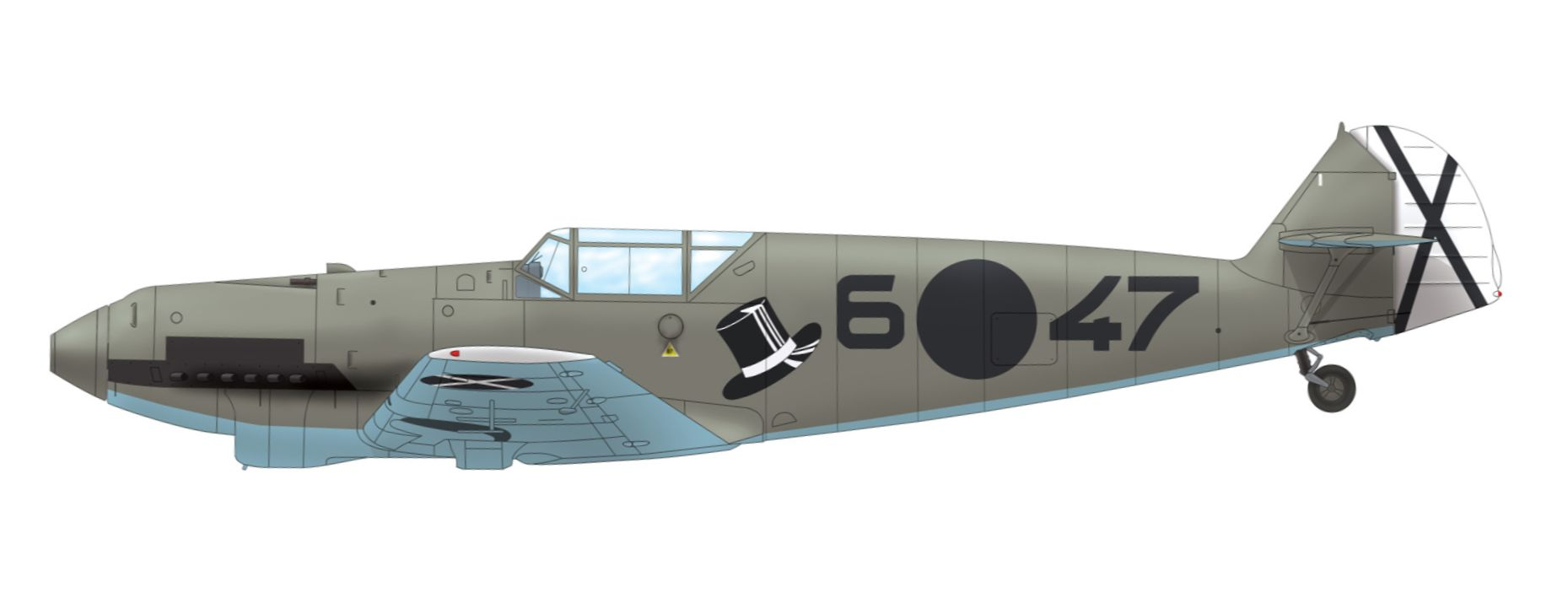
Bf 109C

Im Spätsommer 1937 erfolgte, ein knappes halbes Jahr nach der 2.J/88 auch die Umrüstung der 1.J/88 auf die Bf 109 an.
Während der Schlacht von Teruel flog die Staffel von Gallur Geleitschutz für die Bomber der K/88 und A/88, und bei der nachfolgenden Aragonoffensive operierte sie unter anderem von Lanaja und von Alcañiz La Salada. Nach dem Durchbruch ans Mittelmeer verlegte die gesamte Jagdgruppe nach La Sénia, wo sie ein dreiviertel Jahr bleiben sollte. Zunächst unterstützte die Gruppe hier den weiteren Vormarsch nach Süden auf Valencia, bevor dann Ende Juli 1938 die Ebroschlacht begann, in der Jagdeinsätze über dem Kampfgebiet geflogen wurde.
Die gesamte Gruppe verlegte in der zweiten Januarhälfte nach Valls, von wo aus die 1.J/88 Anfang Februar 1939 nochmals Jagdeinsätze gegen die letzten verbliebenen Jagdflugzeuge der Republik im Norden Kataloniens flog.

### 2. Staffel
Die 2. Staffel (2.J/88), die im November 1936 in Ávila aufgestellt worden war, wechselte wie auch die 1. ihre Stationierungsorte in kurzen Abständen, auch sie flog die He 51 vorwiegend in der Jagdrolle. In der zweiten Dezemberhälfte operierte sie von Villa del Prado, kehrte Anfang 1937 nach Ávila zurück, um über kurze Intermezzos in Saragossa und Huesca zunächst Anfang Februar nach Villa del Prado zurückzukehren, bevor sie in benachbarte Almorox verlegte. Ein Schwarm operierte im Zeitraum Februar/März 1937 einige Wochen von Talavera aus.
Nachdem die komplette Staffel Anfang März in Almorox wieder vereinigt war, begann bei der 2.J/88 als erster Einsatzstaffel der Gruppe die Umrüstung auf die Bf 109, die zuvor bei der Versuchsjagdstaffel 88 (VJ/88) ausgiebig im Einsatz beurteilt worden war. Die He 51 wurden parallel an die spanischen Verbündeten abgegeben.
Ab April 1937 operierte die Staffel während des Krieges im Norden von Vitoria aus. In den folgenden Monaten begann der damalige Staffelkapitän Günther Lützow mit der Entwicklung neuer Einsatztaktiken für das neue Luftfahrzeugmuster, das gegenüber den bisher genutzten Doppeldeckern eine völlig neue Jagdflugzeuggeneration darstellte. Die Bf 109 zeigte sich den Jagdflugzeugen sowjetischer Herkunft auf Seiten der Republikaner technisch überlegen.
Auch die 2.J/88 flog im Juli 1937 weiter südlich während der Schlacht von Brunete, kehrte anschließend jedoch wieder in den Norden zurück, diesmal nach Calahorra del Boedo in der Nähe von Herrera de Pisuerga. Nach dem Fall Santanders verlegte die Einheit nach Santander-La Albericia. Bis zur Eroberung Gijóns blieb die Staffel an der Nordküste.
Nach einer mehrwöchigen Regeneration in Virgen del Camino verlegte die Staffel im Vorfeld des geplanten Angriffs in Aragon nach La Rasa. Später während der Schlacht von Teruel operierte die 2.J/88 unter teilweise extremen winterlichen Witterungsbedingungen vom frontnäheren Calamocha um sich Ende Februar 1938 in Gallur von diesen Einsätzen zu erholen.
In den Monaten März/April 1938, nach einem kurzen Aufenthalt in Sanjurjo operierten die beiden Bf-109-Staffeln zunächst von Lanaja und nach dem Durchbruch der Streitkräfte Francos ans Mittelmeer verlegte die gesamte Gruppe nach La Sénia, wo sie bis Anfang 1939 lag. Das Kriegsende erlebte die Staffel im Frühjahr 1939 (vermutlich) in El Prat de Llobregat.

### 3. Staffel
Im Unterschied zu den ersten beiden Staffeln war die 3. Staffel (3./J88) von Anfang an zunächst als Luftnahunterstützungsstaffel vorgesehen, sie rüstete dementsprechend als letzte auf die Bf 109 um. Wie die übrigen Staffeln operierte sie in der ersten Zeit des Krieges in schnell wechselnder Folge von den unterschiedlichsten Feldflugplätzen, meist im Zentrum des Landes. Hierzu gehörten Escalona und Villa del Prado.

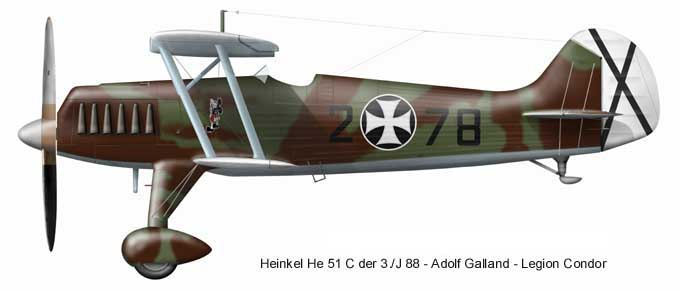
He 51C

Ende März 1937 verlegte sie mit dem Rest der Gruppe nach Vitoria in den Norden und während der Schlacht von Brunete flog sie nochmals von Villa del Prado, um Ende Juli 1937 an den nördlichen Kriegsschauplatz nach Calohorra del Boedo zu verlegen. Ebenfalls im Juli 1937 übernahm Adolf Galland die Staffel für den Rest ihrer Zeit als He-51-Staffel. Nach einigen Wochen wurde die 3./J88 Mitte August 1937 zusammen mit der 1.J/88 frontnäher nach Orzales verlegt, um Anfang September mit dem Rest der Gruppe auf die beiden Flugplätze im Raum Santander zu verlegen.
Anfang Januar 1938 während der Schlacht um Teruel lagen die 3. und die 4.J/88 in Calamocha. Nach dem Ende dieser Schlacht wurde die gesamte Gruppe Ende Februar zur Regeneration in Gallur zusammengezogen und im Verlauf der Aragonoffensive flogen die beiden He 51 Staffeln von Sariñena und Bujaraloz. Nach dem Durchbruch der Francotruppen ans Mittelmeer und im Verlauf des Vormarsches nach Valencia war ein weiterer Einsatz der He 51 nicht mehr verantwortbar und beide Staffeln wurden von ihren Aufgaben entbunden.
Die 3. J/88 wurde jedoch umgehend als Bf 109 Einheit neu aufgestellt und flog wie die beiden anderen Bf-109-Staffeln für die nächsten Monate von La Sénia aus Jagdeinsätze. Unter dem Kommando ihres neuen Staffelkapitäns Werner Mölders erzielte sie in der zweiten Jahreshälfte 1938 die meisten Luftsiege aller drei Bf-109-Staffeln. Mölders vollendete in dieser Zeit die im Vorjahr von Lützow begonnene Erarbeitung neuer Einsatztaktiken. Die letzten Jagdeinsätze wurden Anfang 1939 in der Provinz Barcelona geflogen.

### 4. Staffel
Die Ursprünge der 4. Staffel (4.J/88) reichen in die Zeit vor die Aufstellung der eigentlichen Legion Condor bis in den Sommer 1936 zurück. Im Sommer 1936 trafen auf dem Seeweg über Cádiz die ersten Deutschen und sechs zerlegte He 51 in Tablada ein. Die Flugzeuge wurden auf diesem Flugplatz wieder montiert und von deutschen Crews eingeflogen. Anschließend wurden sie an ihre nationalspanischen Kollegen übergeben. Zu diesem Zeitpunkt war noch geplant, dass ausschließlich Spanier die Maschinen im Kampf flogen. Die deutschen Piloten vor Ort drängten jedoch darauf, selbst Kampfeinsätze fliegen zu dürfen, was letztendlich durch General Kindelán genehmigt wurde.
Die Jagdstaffel wurde demgemäß am 22. August 1936 auf den sehr nahe an der Madrid-Front liegenden Feldflugplatz Escalona del Prado verlegt, wo die deutschen Flieger erste Kampfeinsätze flogen. Aus Sicherheitsgründen verlegt die Staffel aber am 1. September auf den etwas weiter von der Front entfernt liegenden Flugplatz Cáceres. Im weiteren Verlauf des Monats September operierte die Einheit auch noch von Ávila und Vitoria aus. Ende September kamen sechs weitere Flugzeugführer mit ihren He 51 aus Deutschland und die Staffel verteilte sich zunächst auf Escalona del Prado und Baraona, flog im Oktober aber auch Einsätze von Saragossa aus.
Im November 1936 ging die Jagdstaffel in der neu aufgestellten Legion Condor auf und bildete fortan die 4. Staffel der Jagdgruppe 88, die wie die 3.J/88 ihre Heinkels vorwiegend als Jagdbomber einsetzte. Im Winter 1936/1937 operierte die 4.J/88 von Burgos, Vitoria und León aus, bevor sie am 4. April 1937 erstmals außer Dienst gestellt wurde.
Ihre erneute Aufstellung erfolgte am 2. November 1937 und nachdem sie einige Wochen in León im Wesentlichen als Trainingseinheit diente, kam sie vom Ausbruch der Schlacht von Teruel bis zu ihrer endgültigen Außerdienststellung am 8. Juni in La Sénia zusammen mit der 3.J/88, der anderen He 51-Staffel, parallel zum Einsatz.

### 5. Staffel
Die 5. Staffel (5.J/88) stellte eine Besonderheit dar. Sie entstand im Frühjahr 1938 durch die Aufstellung einer Ju-87A-Kette als Teil der J/88, deren Crews vom Lehrgeschwader 1 stammten. Die ersten Kampfeinsätze erfolgten während der Schlacht von Teruel, in der Regel von Calamocha aus.
Im Mai 1938 bombardierte die Staffel, inzwischen in La Sénia stationiert, allein zu Erprobungszwecken auch vier willkürlich ausgesuchte kleine Ortschaften ohne jedwede militärische Bedeutung im Hinterland der Provinz Castellón (Albocácer, Ares del Maestre, Benasal und Villar de Canes), bei der insgesamt 38 Personen starben.
Im Juli 1938 wurde die Ju-87-Kette an die Kampfgruppe 88 abgegeben und die 5.J/88 flog anschließend die Ar 68, die als Nachtjäger erprobt wurde.

### Versuchsjagdstaffel 88
Bereits nach wenigen Monaten im Einsatz wurde deutlich, dass die deutschen Heinkels als Jagdflugzeug den gegnerischen Flugzeugtypen, insbesondere den Polikarpows sowjetischer Herkunft unterlegen waren. Daher beschloss die Luftwaffenführung umgehend die ersten Exemplare der neuesten Modelle der deutschen Luftfahrtindustrie zu verlegen. Darüber hinaus bedeutete dieser Entschluss die Möglichkeit einer Erprobung unter realen Einsatzbedingungen.
Im November 1936 trafen in Folge eine He 50 G, zwei Hs 123, zwei Bf 109 sowie mindestens eine Ju 87 A-0 demontiert auf dem nationalspanischen Flugplatz Sevilla-Tablada ein. Später kamen weitere Bf 109 und Hs 123 sowie eine He 112 hinzu. Die offizielle Aufstellung der Versuchsjagdstaffel 88 (VJ/88) erfolgte jedoch erst am 20. Januar 1937.
Zu den Piloten zählten Johannes Trautloft, Otto Winterer und Günther Radusch. Neben dem Militär gehörten auch zivile Mitarbeiter der Industrie zur VJ/88. Diese besaß jedoch keine eigene Kommandostruktur. Nach Montage und Einfliegen der Flugzeuge von Sevilla aus, verlegten die Maschinen zwecks Einsatzerprobung zu den regulären Staffeln der J/88, wo sie in den Frontflugbetrieb eingegliedert wurden. Einsätze erfolgten in Andalusien und im Raum Madrid. Als die Staffel im März 1937 13 fabrikneue Serien-Bf-109 der Baureihe B erhielt, waren ihre Tage als Erprobungseinheit jedoch bereits gezählt. Die 2.J/88 absorbierte die Bf 109 und die Hs 123 bildeten eine Zeit lang eine Stuka-Kette als Teil der K/88. Die He 112 wurde von der spanischen Aviación Nacional übernommen.

## Bilanz

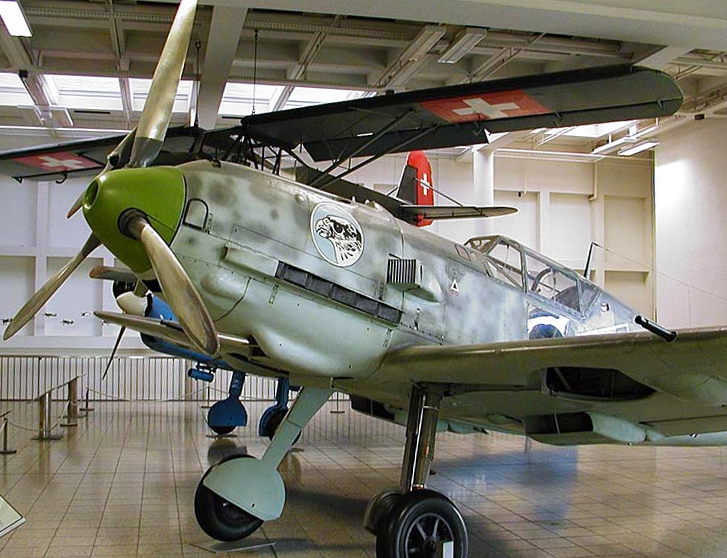
Bf 109 E-3 der J/88 im Deutschen Museum München, sie erhält demnächst ihr früheres Aussehen zurück

Die Jagdgruppe 88 setzte insgesamt je zirka 130 He 51B und Bf 109 verschiedener Baureihen ein (B, C, D, E sowie einige Prototypen). Viele Flugzeuge gingen verloren. Dabei überstiegen die Verluste durch Unfälle die durch Feindeinwirkung. Die eigenen Verluste durch Kampfhandlungen waren deutlich geringer als die Erfolge über die Flugzeuge der Republik. Insbesondere mit Einführung der den gegnerischen Polikarpow I-15 und I-16 technisch überlegenen Bf 109 wendete sich das Blatt zugunsten der J/88. Wie in den meisten folgenden Kriegen, war die Luftüberlegenheit ein kritischer Erfolgsfaktor für den Gewinn des Bodenkrieges. Auf Seiten Francos flogen neben der Legion Condor auch noch die italienische Aviazione Legionaria und die „nationalspanischen“ Luftstreitkräfte. Letztere erhielten im Verlauf des Krieges viele gebrauchte Flugzeuge der Legion Condor mit hoher Zahl Flugstunden. Mit Verlauf des Krieges dienten auch vermehrt Spanier in der J/88.

## Bekannte Angehörige

### Gruppenkommandeure
- Hauptmann Hubertus von Merhart, November 1936 bis Juli 1937
- Hauptmann Gotthard Handrick, Juli 1937 bis September 1938
- Hauptmann Walter Grabmann, September 1938 – Juni 1939

### Staffelkapitäne der 1. Staffel
- unbekannt, November 1936 bis April 1937
- Oberleutnant Harro Harder, April 1937 bis Dezember 1937
- Oberleutnant Wolfgang Schellmann, Dezember 1937 bis September 1938
- Hauptmann Siebelt Reents, September 1938 bis Juni 1939

### Staffelkapitäne der 2. Staffel
- Oberleutnant Siegfried Lehmann, November 1936 bis März 1937
- Oberleutnant Günther Lützow, März 1937 bis September 1937
- Oberleutnant Joachim Schlichting, September 1937 bis Mai 1938
- Oberleutnant Hubert Kroeck, Mai 1938 bis Oktober 1938
- Oberleutnant Alfred von Lojewski, November 1938 bis Juni 1939

### Staffelkapitäne der 3. Staffel
- Oberleutnant Jürgen Roth, November 1936 bis April 1937
- Oberleutnant Douglas Pitcairn, April 1937 bis Juli 1937
- Oberleutnant Adolf Galland, Juli 1937 bis April 1938
- Oberleutnant Werner Mölders, April 1938 bis November 1938
- Oberleutnant Hubertus von Bonin, Dezember 1938 bis Juni 1939

### Staffelkapitäne der 4. Staffel
- Oberleutnant Eberhard Kraft, August 1936 bis November 1936
- Hauptmann Herwig Knüppel, November 1936 bis März 1937
- Oberleutnant Walter Kienzle, März 1937 bis April 1937
- Oberleutnant Eberhard d’Elsa, November 1937 bis Juni 1938

### Staffelkapitäne der 5. Staffel
- Leutnant Hans Haas, Frühjahr 1938

## Weitere bekannte Angehörige von J/88 und VJ/88
- Wilhelm Balthasar
- Otto Bertram
- Günther Radusch
- Herbert Ihlefeld
- Walter Oesau
- Johannes Trautloft